# 和你相遇真好
《和你相遇真好》（日語：あなたに会えてよかった），是日本女歌手小泉今日子的第32張單曲。1991年5月21日發行。是小泉今日子自身銷量最高的單曲和代表作之一。

## 簡介
由小泉今日子親自填詞，歌詞內容是根據她自身的經歷寫成；當時嶄露頭角的天才音樂製作人小林武史擔任作曲和編曲。
是小泉今日子和田村正和主演的TBS系電視劇《爸爸與小夏》的主題曲，劇集以父女溫情為主題，播出後大受歡迎，也拉動了這首歌的人氣。
單曲發行首週初動銷量14.2萬張，在Oricon公信榜單曲週榜排行第2位，僅次於TMN的《Love Train/We love the EARTH》，未能取得冠軍。但這首歌後勁非常十足，第二週順利拿下Oricon週榜冠軍，成為小泉第11張冠軍單曲。單曲在Oricon週榜冠軍的位置上佔據了長達五個星期的時期，1997年6月、7月連續兩個月的Oricon月榜冠軍。
1991年內銷量突破百萬，是小泉唯一一張百萬單曲，小泉也成為第一位創造百萬單曲紀錄的1980年代女性偶像歌手。年內銷量100.6萬張，是1991年日本單曲銷量第6位。總出貨量高達158萬張，Oricon統計的總銷量達105.4萬張，是小泉歌手生涯中最暢銷的單曲作品。
小泉今日子和小林武史憑這首歌分別獲得第33回日本唱片大賞的作詩賞和編曲賞。

## 收錄曲目
1. 和你相遇真好（あなたに会えてよかった） - 4分6秒
  - 作詞：小泉今日子；作曲：小林武史；編曲：小林武史
  - TBS系電視劇《爸爸與小夏》的主題曲
2. 最後的Kiss（最後のKiss） - 4分56秒
  - 作詞：小泉今日子；作曲：EBBY；編曲：EBBY；法國號、編曲：村田陽一
3. 和你相遇真好（Original Karaoke）
4. 最後的Kiss（Original Karaoke）

## 外部連結
- 唱片介紹（页面存档备份，存于）